# 光神话 帕尔提娜之镜
《光神话 帕尔提娜之镜》是一款由任天堂開發第一部與東星軟件共同開發制作、並由任天堂发行的平台游戏。本游戏于1986年12月19日在日本地区FC磁碟机发行，而歐美地区之后于翌年在NES发行。
《光神话》是一个带有角色扮演元素的平台类动作游戏。
至2003年底，《光神话》共售出176万份。

## 外部連結
- 官方网站（日語）